# Bitwa pod Kyrdżali
Bitwa pod Kyrdżali – bitwa w czasie I wojny bałkańskiej, stoczona w dniu 21 października 1912 roku pomiędzy armią osmańską a bułgarską.

## Przygotowania do bitwy
Tuż przed wybuchem I wojny bałkańskiej, 2 brygada z 2 trackiej dywizji piechoty została skierowana w okolice Chaskowa, aby zabezpieczyć drogi prowadzące do Płowdiwu i Starej Zagory. Na tym terenie kluczową rolę odgrywała linia kolejowa łącząca Płowdiw i Charmanli, która służyła transportowi wojsk bułgarskich do Tracji Wschodniej. Stworzony ad hoc Oddział Chaskowski (dowódca płk Wasił Dełow) otrzymał rozkaz odrzucenia Turków na południe od rzeki Ardy. Oddział Chaskowski liczył 8 700 żołnierzy i dysponował 42 działami. Jego przeciwnikiem była Kyrdżalska Dywizja Rezerwowa (Kırcaali Redif Fırkası) i tureckie oddziały nieregularne, pod komendą Yavera Paszy.

## Przebieg bitwy
18 października 1912, tuż po rozpoczęciu działań wojennych Oddział Dełowa ruszył na południe, wzdłuż granicy w czterech kolumnach. Po drobnych potyczkach z Turkami w rejonie Pczelarowa (Kovancılar) i Stremci (Göklemezler) oddział skierował się w stronę Kyrdżali.
Działania Oddziału Chaskowskiego stanowiły poważne zagrożenie dla swobodnej komunikacji oddziałów osmańskich w Tracji i Macedonii. Yaver Pasza otrzymał rozkaz zaatakowania Bułgarów zanim dotrą do Kyrdżali, ale nie otrzymał na czas odpowiedniego wzmocnienia i mógł wyruszyć zaledwie z częścią podległych mu oddziałów.
19 października sztab bułgarski polecił wstrzymać dalsze działania Oddziału Chaskowskiego, z uwagi na zbyt duże ryzyko jego zniszczenia. Dowódca 2 armii, gen. Nikoła Iwanow zdecydował jednak na kontynuowanie działań przez oddział Dełowa. Mimo rzęsistego deszczu, utrudniającego transport dział, Oddział Chaskowski dotarł na przedmieścia Kyrdżali, zanim Turcy zdołali przygotować się do obrony miasta.
Rankiem, 21 października doszło do pierwszych starć oddziału Dełowa z Turkami na przedmieściach Kyrdżali. Wykorzystując przewagę ognia artyleryjskiego, Bułgarzy zaatakowali na bagnety, przełamując obronę turecką. Próba obejścia Oddziału Chaskowskiego od południa nie powiodła się i Turcy zostali zmuszeni do ucieczki i porzucenia znacznych ilości amunicji i wyposażenia wojskowego. W walce padło 5 żołnierzy bułgarskich, kolejnych 41 zostało rannych. Straty tureckie przekraczały 200 żołnierzy zabitych i rannych. Ok. 16.00 żołnierze bułgarscy wkroczyli do Kyrdżali.

## Konsekwencje bitwy
Po bitwie większość Turków, mieszkających dotąd w Kyrdżali opuściła miasto, obawiając się zemsty Bułgarów. Oddział Chaskowski okopał się na linii Ardy, zaś Turcy wycofali się w okolice Momcziłgradu (Mestanlı). 23 października Oddział Chaskowski został zluzowany i skierowany na wschód, by wziąć udział w oblężeniu Adrianopola. Tylko niewielka jego część pozostała w tym czasie w Kyrdżali.